# Centrobunus braueri
Centrobunus braueri – gatunek kosarza z podrzędu Laniatores i rodziny Podoctidae. Jedyny znany przedstawiciel monotypowego rodzaju Centrobunus.

## Występowanie
Gatunek endemiczny dla Seszeli.